# قره تپه جنوبی
قره تپه جنوبی مربوط به دوران پیش از تاریخ ایران باستان است و در شهرستان گنبدکاووس، بخش مرکزی، روستای ایمرتورملا واقع شده و این اثر در تاریخ ۲۷ مرداد ۱۳۸۲ با شمارهٔ ثبت ۹۷۵۳ به‌عنوان یکی از آثار ملی ایران به ثبت رسیده است.